# Madonna (minialbum)
Madonna – drugi minialbum południowokoreańskiej grupy Secret, wydany 12 sierpnia 2010 roku w Korei Południowej. Zadebiutował na 5 pozycji na liście Gaon Chart i sprzedał się w nakładzie ponad 15 tys. egzemplarzy.

## Lista utworów
| Nr | Tytuł                                                                       | Słowa                         | Muzyka                   | Czas |
| -- | --------------------------------------------------------------------------- | ----------------------------- | ------------------------ | ---- |
| 1. | "Madonna"                                                                   | Kang Ji-won                   | Kang Ji-won, Kim Ki-bum  | 3:41 |
| 2. | "Lallalla" (kor. 랄랄라)                                                    | Marco, Zinger                 | Marco                    | 3:51 |
| 3. | "Jalhae Deo!" (Feat. Baekchan of 8eight) (kor. 잘해 더!; ang. Do It Better) | Baekchan                      | Baekchan                 | 3:17 |
| 4. | "Juldeus Maldeus" (kor. 줄듯 말듯; ang. Hesitant)                           | Mario, Hwang Sung-jin, Zinger | Mario, Hwang Sung-jin    | 3:45 |
| 5. | "Jalibium" (kor. 자리비움; ang. Empty Space)                                | Im Sang-hyuk, Kim Ki-bum      | Im Sang-hyuk, Kim Ki-bum | 3:37 |